# Manihot filamentosa
Manihot filamentosa är en törelväxtart som beskrevs av Henri François Pittier. Manihot filamentosa ingår i släktet Manihot och familjen törelväxter. Inga underarter finns listade i Catalogue of Life.